# Серии Оцеляване (1992)
Сериите Оцеляване (1992) (на английски: Survivor Series) е шестото годишно pay-per-view събитие от поредицата Серии Оцеляване, продуцирано от Световната федерация по кеч (WWF). То се провежда на 25 ноември 1992 г. в Ричфийлд Тауншип, Охайо.

## Обща информация
Това са първите Серии Оцеляване, които са с типични мачове 1 срещу 1 и отборни.
В основното събитие Брет Харт запазва Световната титла в тежка категория на WWF срещу Шон Майкълс. Карда включва и силно рекламиран мач, в който отборът на Ренди Савидж и Мистър Пърфект побеждава отбора на Рик Светкавицата и Рейзър Рамон с дисквалификация. Ултимейт Уориър е рекламиран за шоуто, но напуска компанията няколко дни по-рано и е заменен от Мистър Пърфект. Представени са и два специални мача – Гробаря печели мач с ковчег срещу Камала, а Биг Бос Мен побеждава Нейлс в мач с полицейска палка.

## Резултати
| №                                                                        | Резултати | Правила                                                       | Време      |
| ------------------------------------------------------------------------ | --- | ------------------------------------------------------------- | ---------- |
| 1Т                                                                       | Кръш побеждава Рипо Мен | Индивидуален мач                                              | Неизвестно |
| 2                                                                        | Разбивачите на глави (Фату и Саму) (с Афа Аноаи) поб. Висока енергия (Коко Б. Уеър и Оуен Харт) | Отборен мач                                                   | 07:40      |
| 3                                                                        | Биг Бос Мен поб. Нейлс | Мач с полицейска палка                                        | 05:44      |
| 4                                                                        | Татанка поб. Рик Мартел | Индивидуален мач                                              | 11:07      |
| 5                                                                        | Мистър Пърфект и Ренди Савидж поб. Рейзър Рамон и Рик Светкавицата чрез дисквалификация | Отборен мач                                                   | 16:38      |
| 6                                                                        | Йокозуна (с Мистър Фуджи) поб. Върджил | Индивидуален мач                                              | 03:34      |
| 7                                                                        | Гадните момчета (Брайън Нобс и Джери Сагс) и Природните бедствия (Земетресението и Тайфун) поб. Пари ООД (Ървин Р. Шистър и Тед Дибиаси) и Братята Бевърли (Бо и Блейк Бевърли) (с Геният и Джими Харт) | Сървайвър елиминационен мач 4 срещу 4                         | 15:50      |
| 8                                                                        | Гробаря (с Пол Беърър) поб. Камала (с Харви Уипълман и Ким Чий) | Мач с ковчег                                                  | 05:27      |
| 9                                                                        | Брет Харт (ш) поб. Шон Майкълс чрез предаване | Индивидуален мач за Световната титла в тежка категория на WWF | 26:40      |
| - (ш) – указва шампиона/шампионите в мача - Т – показва, че мача е тъмен | |                                                               |            |